# Фалети (Бјела)
Фалети је насеље у Италији у округу Бијела, региону Пијемонт.
Према процени из 2011. у насељу је живело 74 становника. Насеље се налази на надморској висини од 797 м.